# Drexel (Carolina del Nord)
Drexel è un comune degli Stati Uniti d'America, situato in Carolina del Nord, nella contea di Burke.